# ریچارد ترویتیک
ریچارد ترویتیک (انگلیسی: Richard Trevithick؛ ۱۳ آوریل ۱۷۷۱ – ۲۲ آوریل ۱۸۳۳) مهندس و مخترع بریتانیایی بود که برای اولین بار لوکوموتیو مجهز به موتور بخار خود را در سال ۱۸۰۴ میلادی روی ریل‌های فولادی در ولز جنوبی به حرکت درآورد.